# Olje na balkonu
 Olje na balkonu  je izvirni slovenski detektivski roman in hkrati prvenec avtorja Avgusta Demšarja. Izšel je leta 2007 pri založbi Sanje. Gre za prvi roman iz serije primerov inšpektorja Vrenka. Do sedaj je napisal še pet nadaljevanj. To so Retrospektiva (2008), Tanek led (2009), Evropa (2010), Hotel Abazzia (2011) in Obsedenosti v času krize (2012). Tako v romanu Olje na balkonu kot v vseh ostalih delih je dogajanje postavljeno v Maribor. Glavne osebe v romanih so večinoma iste in se skozi nadaljevanja razvijajo, medtem ko vsaka knjiga predstavlja samostojen primer.

## Vsebina
Glavni lik v seriji je višji kriminalistični inšpektor Martin Vrenko. Zaradi svojih nenavadnih metod med sodelavci uživa status umetnika in čudaka. Odlikujeta ga pretanjen občutek za podrobnosti in močna sposobnost intuicije. Poleg tega je zelo strpen do različnih skupin ljudi in ne tolerira nestrpnosti. Zanj so značilna nihanja razpoloženja in posebna tehnika reševanja problemov - t. i. sprostitvena terapija. Njegova posebnost je tudi, da ne uporablja mobitela. Pri reševanju primerov mu pomagata Marko Breznik in Ivana Premk, ki je v času dogajanja na porodniškem dopustu in nastopi prvič v tretji knjigi Tanek led. Marko Breznik je star 23 let in opravlja pripravništvo pri detektivu Vrenku. Zelo ga spoštuje in se trudi, da bi nanj naredil dober vtis. Je zelo veren. 

V bloku ob Dravi, kjer živijo bogataši, najde čistilka v enem od stanovanj moško truplo. Gre za zdravnika Klavdija Potokarja. Na prvi pogled zgleda, da je napravil samomor, nato pa dokazi pokažejo, da temu morda ni tako. Vratne kljuke brez prstnih odtisov in komaj opazna sled v luži krvi nakazujejo, da je bil po zdravnikovi smrti v stanovanju še nekdo drug. V pokojnikovem stanovanju naletita na zaklenjeno omaro. Ko jo odpreta, ugotovita, da je imel zdravnik veliko skrivnost. Vrenko in Breznik se lotita zasliševanja stanovalcev bloka, ki so hkrati tudi osumljenci. To so žena in hči pokojnika, baletnik, fotograf, poročeni par, upokojeni vojaški oficir in mlada ženska.  

## Zbirka
Roman je izšel v zbirki Sanje roman (Slovenija). Sama zbirka detektivk pa  ni imenovana, vendar avtor v podnaslovu omeni, da gre za serijo detektivk z inšpektorjem  Vrenkom v glavni vlogi.

## Ocene in nagrade
Avgust Demšar je leta 2008 za roman Olje na balkonu prejel nominacijo za nagrado kresnik. 

## Izdaje in prevodi
Prva izdaja romana 2007 (COBISS)